# Burgas
Burgas (sau Bourgas) este un oraș în Bulgaria, situat pe coasta Mării Negre. Apreciată pentru numeroasele sale plaje, zona din jurul orașului este o stațiune turistică populară. Orașul însuși este cel de-al doilea port maritim al țării. În 2007, Burgas avea o populație de 229.250 locuitori iar la recensământul din 2010-2011 orașul număra 232,264 locuitori.

## Demografie
Componența etnică a orașului Burgas
     Bulgari (85,83%)
     Romi (1,7%)
     Turci (1,89%)
     Nicio identificare (9,89%)
     Altele (0,66%)
La recensământul din 2011, populația orașului Burgas era de 200.271 locuitori. Din punct de vedere etnic, majoritatea locuitorilor (85,83%) erau bulgari, existând și minorități de turci (1,89%) și romi (1,7%). Pentru 9,89% din locuitori nu este cunoscută apartenența etnică.

## Personalități născute aici
- Desislava Gheorgieva Dimova (cunoscută ca Dessita, n. 2001), cântăreață.